# زینورا پولادوا
زینورا پولادوا (تاجیکی: Зайнура Пӯлодова؛ زاده ۳۰ اوت ۱۹۸۲) خواننده اهل تاجیکستان است.

## زندگی
زینورا پولادوا در شهر دوشنبه متولد شد. اعضای خانواده او از هنرمندان مشهور تاجیکستان هستند. پدرش حاتم پولادف آهنگساز مشهوری بود. زینورا پس از پایان تحصیلات متوسطه وارد مؤسسه دولتی فرهنگ و هنر تاجیکستان به عنوان کارگردان وارد شد و تحصیلات خود را با موفقیت ادامه داد. زینورا همزمان با فعالیت هنری خود به عنوان کارمند در وزارت امور داخله جمهوری تاجیکستان فعالیت می‌کند. او دو دختر (سونیا و سومیا) دارد.